# Der Kleine Prinz (2015)
Der Kleine Prinz (Originaltitel: The Little Prince) ist ein französischer Animationsfilm aus dem Jahr 2015. Es ist die erste animierte Langfilmadaption der gleichnamigen Erzählung von Antoine de Saint-Exupéry, die im Jahr 1943 erschien. Der Film feierte am 22. Mai 2015 bei den 68. Internationalen Filmfestspielen von Cannes Premiere, gefolgt vom offiziellen Kinostart am 29. Juli 2015 in Frankreich. Der Kinostart in Deutschland war am 10. Dezember 2015.

## Handlung
Ein kleines neugieriges Mädchen lebt mit seiner alleinerziehenden Mutter in einer sehr gleichförmigen und freudlosen Welt, die wie am Reißbrett geschaffen erscheint und sehr streng auf die Interessen der Wirtschaft, besonders der Arbeitsproduktivität, ausgerichtet ist. Auch ihre Mutter ist eine kühl berechnende Geschäftsfrau, die kaum Zeit für ihre Tochter hat, deren Leben aber minutiös mithilfe eines sogenannten Lebensplans durchgeplant hat, der vor allem aus Aufgaben besteht, die sie auf eine strenge Eliteschule vorbereiten sollen. Jeden Tag hat das Mädchen ein gewaltiges Pensum zu bewältigen.
Nach einem Umzug freundet sie sich mit dem Nachbarn an, einem alten Mann, der früher Pilot war. Er bewohnt ein etwas unordentliches, aber gemütliches altes Haus innerhalb der ansonsten eintönigen Neubausiedlung und wird dort wegen seiner Unkonventionalität gemieden und verachtet.
Er erzählt ihr die Geschichte des kleinen Prinzen, den er nach einem Absturz in der Wüste einst getroffen hat. Auf diese Weise taucht das Mädchen in das Universum aus der Erzählung ein; und die Welt des kleinen Prinzen, die ursprünglich vor allem in der Wüste und im Weltraum angesiedelt war, wird im Laufe der Handlung schließlich in ihrer Alltagswelt sichtbar: sie trifft nun zu Hause auf die herrschsüchtigen, selbstverliebten, raffgierigen und für das wirklich Wichtige im Leben blinden Typen von den Asteroiden, schließlich sogar auf den kleinen Prinzen selbst, der mehr schlecht als recht auf einer strapaziösen Hausmeisterstelle arbeitend zurechtkommt. Am Ende wehrt sie sich gemeinsam mit ihm erfolgreich gegen die Herrschaft der miesen Charaktere und erkämpft sich ein Leben, in dem sie wieder Kind sein darf.

## Kritik
Der Kleine Prinz wurde von Kritikern allgemein sehr positiv aufgenommen. Der Filmdienst urteilte, Antoine de Saint-Exupérys Geschichten würden die Gegenwartshandlung durchdringen und dafür plädieren, dass die „Kindheit nicht durch gesellschaftliche Zwänge ausgelöscht wird“. Die „eigenwillige Märchenadaption“ kombiniere „innovativ 3D-Animation mit Stopptrick-Verfahren, wobei der ‚amerikanische Touch‘ der Inszenierung der zauberhaften Anverwandlung einen opernhaften Schwung“ verleihe.

## Auszeichnungen
- Der Kleine Prinz wurde 2016 mit einem César in der Kategorie Bester Animationsfilm (Langfilm) ausgezeichnet.
- Die Deutsche Film- und Medienbewertung (FBW) verlieh dem Film das Prädikat „besonders wertvoll“[5]